# Aulonocnemis
Aulonocnemis är ett släkte av skalbaggar. Aulonocnemis ingår i familjen Aulonocnemidae.

## Dottertaxa tillAulonocnemis, i alfabetisk ordning[1]
- Aulonocnemis alluaudi
- Aulonocnemis andohahelica
- Aulonocnemis angusta
- Aulonocnemis anobioides
- Aulonocnemis basalis
- Aulonocnemis camilloi
- Aulonocnemis comorica
- Aulonocnemis crassecostata
- Aulonocnemis cylindrica
- Aulonocnemis diego
- Aulonocnemis electrina
- Aulonocnemis elongata
- Aulonocnemis exarata
- Aulonocnemis exaratoides
- Aulonocnemis griveaudi
- Aulonocnemis grossa
- Aulonocnemis grossepunctata
- Aulonocnemis irregularis
- Aulonocnemis laevis
- Aulonocnemis meridionalis
- Aulonocnemis micheli
- Aulonocnemis milloti
- Aulonocnemis nana
- Aulonocnemis nitida
- Aulonocnemis nitidula
- Aulonocnemis oberthueri
- Aulonocnemis olsoufieffi
- Aulonocnemis opatrina
- Aulonocnemis pauliani
- Aulonocnemis peyrierasi
- Aulonocnemis pilosa
- Aulonocnemis pygidialis
- Aulonocnemis robinsoni
- Aulonocnemis schaufussi
- Aulonocnemis sellata
- Aulonocnemis sicardi
- Aulonocnemis tenebrionoides
- Aulonocnemis tenuis
- Aulonocnemis thoracica
- Aulonocnemis torquata
- Aulonocnemis vadoni
- Aulonocnemis valida
- Aulonocnemis vulgaris